# غولة (سردشت)
غولة هي قرية في مقاطعة سردشت، إيران. يقدر عدد سكانها بـ 233 نسمة بحسب إحصاء 2016.